# 김윤길
김윤길(金潤吉,  1981년 12월 4일~ )는 중화인민공화국의 가수이다.

## 개요
중국 지린성 조선족 출신으로 인기 보컬 그룹 ‘아리랑’에서 보컬로 활동하였다.
중국판 오디션 프로그램 '보이스 차이나'에 출연해 TOP4까지 올라갔으며 <대한민국 문화연예대상>에 초청되는 등 중국에서 인정받은 실력파였다. 중국에서 16년 차 가수로 활동하던 2019년에 한국 방송 프로그램 '너의 목소리가 보여 시즌6'에 출연했다.
2020년 '트롯 전국체전'에 참가하며 이름을 알리고 있다.

## 생애
스무 살(2000년) 무렵 가수 꿈을 품고 고향인 지린(吉林)성 연변(延邊)에서 현금 570위안(약 10만 원)을 쥐고 기차를 타고 베이징(北京)으로 가서 노래를 불렀다. 고향을 떠나면서 가수로 성공해 살아남아야 한다고 몇 번이고 되새김질 했다. 스타로서 발돋움하기까지 10년이 넘는 무명 생활을 견뎌야 했다.
2013년 중국 저장(浙江)위성TV에서 방영한 오디션 프로그램인 '보이스 오브 차이나' 시즌2에 출전해 이름을 알렸다. 그는 호소력 짙은 목소리로 심사위원의 호평을 받으며 결승전에 올랐다.

## 데뷔
2001년 중국 지린성에서 그룹 '아리랑'을 결성해 가수 활동을 시작했고, 2003년 정규 앨범 《Arirang》으로 데뷔하였다.

## 연예 활동
- <그룹 '아리랑'> - 중국 그룹 '아리랑'은 지린성 조선족 출신으로 작곡과 춤이 특기인 팀의 리더 김택남, 작곡과 안무 및 랩 담당인 장진우, 노래를 맡아하는 김윤길, 작곡과 편곡, 노래를 담당하는 팀의 막내 권혁이 구성원이다. 그룹 '아리랑'은 R&B와 랩을 접목해 독특한 음악적 소리를 내고 있으며, 작곡에서부터 작사, 편곡, 안무에 이르기까지 모든 과정을 직접 소화해 내는 흔치 않은 실력파 가수이다. '아리랑'은 현재 중국에서는 데뷔 초부터 순위 3위권 안에서 꾸준히 인기를 지속하는 등 중국 가요계의 신기록을 일으킨 스타였다.  한국에서 발매된 '아리랑'의 첫 음반은 프로듀싱, 작곡, 안무 등 모든 작업이 한국의 지원을 받아 이루어졌으며  '아리랑'은 중국에서 보기드문 세련된 pop음악을 추구하는 실력파 그룹으로 자리매김 했다.[5]  “나 자신만의 곡이 꼭 필요하다 “라는 말을 버릇처럼 했다.[6]

- <유튜브 채널> - 2019년 2월 19일 개인 유튜브 채널 '김윤길金润吉'을 개설해 운영하고 있다.

- 한국 내 첫 앨범 《고마운 사람》 작업 때 몇 달간 31차례의 수정과 눈물 속에 곡에 맞는 감정을 그대로 전달하기 위해 김윤길은 작사, 작곡, 편곡, 녹음 등 모든 제작과정에 참여하였다.[7]

- 2019년 3월 1일 Mnet  《너의 목소리가 보여 시즌6》에 1번 참가자 '대륙의 TOP4 북경 임재범'으로 출연하였다. '용감한 홍차(홍경민, 차티현)'와 '사무엘'과 함께  신곡 <사람들>로 무대를 꾸미기도 했다.  "중국이 아닌 한국에서도 제 목소리를 보여드리고 싶었다. 한국에서 무대를 선보여 기쁘다."라고 출연 소감을 밝혔다.[8]

- 2020년 6월 6일 E채널 《K-POP도 통역이 되나요? - 탑골랩소디》- 4회에서 우승을 차지하고, 왕중왕전 격인 1~5회 우승자들의 글로벌 가왕전(6회)에서도 최고 점수로 우승했다. 찐룬지(김윤길)은 변진섭의 <너에게로 또 다시>를 중국어로 음원을 발매하였다.[9] 이상민은 MC석에서 감탄사를 연발했고 채정안은 끝내 눈물을 흘렸다. 무대가 끝난 후에도 밀려오는 감동과 여운에 글로벌 판정단도 찬사를 아낌 없이 보냈다. 주영훈은 "당할 수가 없다" 황제성은 "이 사람은 찐이야" 세븐은 "단점을 조금 찾아보려고 정말 귀 기울여 들었는데 결국 못찾았다" 이지혜는 "두성·진성·가성 모든 걸 다 가진 보컬"이라고 평했다. 김현철은 "번안 가사도 최고였다. 한국어 1절은 시간적 개념의 가사였는데 중국어 2절에서 공간적인 그리움까지 다 들어간 노래가 됐다"고 각별한 애정을 보였다.[10]

- 2020년 12월 '트롯 전국체전'에 참가해 <눈물 젖은 두만강>을 시원한 고음과 풍부한 성량으로 열창해 모두를 소름끼치게 만들면서 이목을 집중시켰다. 김윤길의 묵직한 목소리 울림이 감동을 선사하는 곡이다.[11]

## 학력
- 연변대학교 예술학원(졸업)

## 경력
- 중국 보컬 그룹‘아리랑’멤버 (보컬 담당)[12]

## 수상
- 2020년 E채널 《탑골랩소디》 글로벌 가왕전 우승

## 앨범
- 2003.09.06. [아리랑(阿里郞/Arirang)] 정규 2CD 《Arirang》 수록곡, CD1 - <언제라도>, <좋은 하루>, <니가 필요해>, <나 이대로>, <Love's Gambler>, <거짓말>, <집착>, <끝이야>, <아리랑> / CD2 - <정려주파>, <견괴불괴>, <아원의>, <주아자기>, <방사온유>, <진심감사니>, <급아일개몽상>, <최애>, <변양> (CD2는 권리사의 요청으로 재생불가), (장르: 팝, 기획사: 예전미디어, 유통사: NHN벅스)
- 2014.04.08. 싱글 《고마운 사람》  (장르: 발라드,  유통사: 오감엔터테인먼트)[13]
- 2014.11.25. 싱글 《2nd Single Ready For You》 (장르: 발라드, 유통사: 오감엔터테인먼트)
- 2020.07.05. 싱글 《탑골랩소디 가왕전 BEST》수록곡 <너에게로 또 다시>(찐룬지), <Hey Hey Hey>(룰리아), <사랑보다 깊은 상처>(찐룬지, 룰리아) (장르: 발라드, 기획사: E채널 탑골랩소디, 유통사: 오감엔터테인먼트)
- 2020.12.13. 컴필레이션(옴니버스) 《트롯 전국체전 PART.2》 수록곡 <눈물 젖은 두만강>  (장르: 트로트)
- 2020.12.27. 컴필레이션(옴니버스) 《트롯 전국체전 PART.4》 수록곡 <애모> 보쌈(재하,김윤길,완이화), (장르: 트로트)
- 2021.01.31. 컴필레이션(옴니버스) 앨범 《트롯 전국체전 Part.8》 수록곡 <꿈속의 사랑> 미래로 가는 길(김윤길&신미래)  (장르: 트로트)

## 방송
- 2019년 Mnet  《너의 목소리가 보여 시즌6》
- 2020년 E채널 《탑골 랩소디》 글로벌 가왕전
- 2020년~2021년 KBS 2TV  《트롯 전국체전》 - 14위
- 2021.03.20. KBS 2TV 《불후의 명곡2 - 전설을 노래하다》 '트롯 전국체전 리벤지 특집 I'
- 2021.03.27. KBS 2TV 《불후의 명곡2 - 전설을 노래하다》 '트롯 전국체전 리벤지 특집 II', <바람이 분다>(이소라)
- 2021.04.17. KBS 2TV 《불후의 명곡2 - 전설을 노래하다》 ' 트롯 전국체전 코치 선수 대항전 1부', <세월이가면>(최호섭)

## 가온 뮤직 차트 - BGM차트(주간)
| 년도   | 주차  | 구분   | 순위 | 곡명          | 아티스트                      | 앨범                     |
| ------ | ----- | ------ | ---- | ------------- | ----------------------------- | ------------------------ |
| 2021년 | 6주차 | (종합) | 55위 | <꿈속의 사랑> | 미래로 가는 길(김윤길&신미래) | 《트롯 전국체전 PART.8》 |